# Emmanujił Myśko
Emmanujił Petrowycz Myśko (ukr. Еммануїл Петрович Мисько, ur. 21 maja 1929 w Ustrzykach Dolnych, zm. 12 września 2000 we Lwowie) – ukraiński rzeźbiarz, Ludowy Artysta Ukraińskiej SRR (1978), laureat Narodowej Nagrody im. Tarasa Szewczenki (1972).

## Życiorys
W 1956 ukończył Lwowski Państwowy Instytut Sztuki Dekoracyjnej i Stosowanej im. Iwana Trusza, którego od 1962 był wykładowcą. W 1988 został jego rektorem, którym był także po przekształceniu uczelni w 1994 w Lwowską Akademię Sztuki. Od 1966 do 1982 kierował zarządem lwowskiej organizacji Związku Artystów Ukraińskiej SRR. Pod koniec lat 80. kierował Funduszem Kultury. W 1996 był wśród członków założycieli Ukraińskiej Akademii Sztuki. Jest pochowany na Cmentarzu Łyczakowskim we Lwowie.

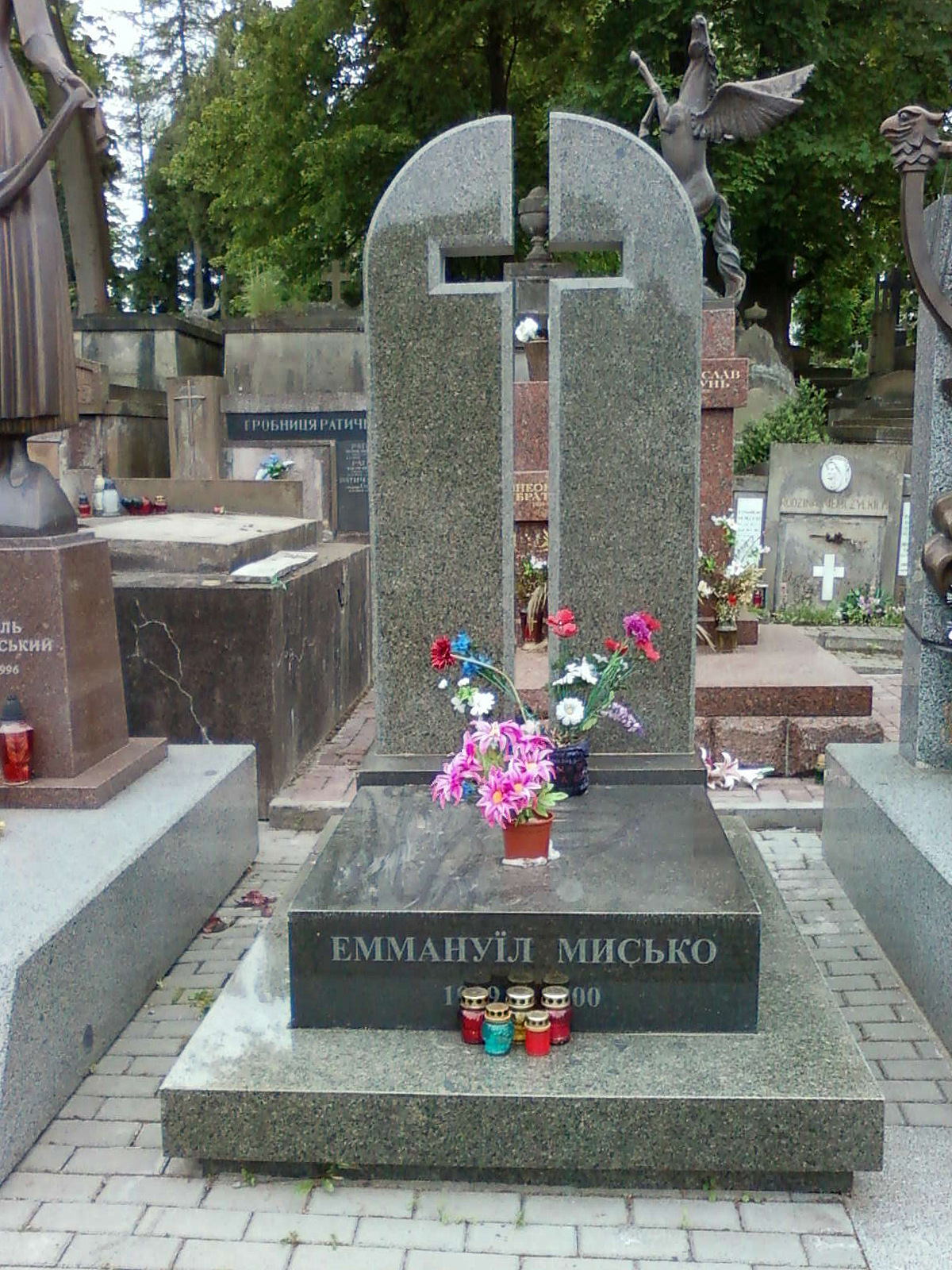
Grób Emmanujiła Myśki na Cmentarzu Łyczakowskim we Lwowie

Był autorem lub współautorem m.in. pomników Iwana Franki we Lwowie (1964) i Drohobyczu (1966), Tarasa Szewczenki we Lwowie przy Łyczakowskiej i Łozówce, Ołeksandra Hawryluka we Lwowie, bojowej sławy Armii Radzieckiej we Lwowie przy Stryjskiej, księcia Daniela na lotnisku we Lwowie, kardynała Josipa Slipyja w Zazdrości, poległym żołnierzom we wsiach Wołoszcza, Jasienica Solna i Chlewczany, Władimira Lenina we wsi Opory oraz rzeźby Ogród światowej kultury w Iwano-Frankiwsku i rzeźb we wnętrzu budynku poczty głównej we Lwowie. Wykonywał również nagrobki na Cmentarzu Łyczakowskim, rzeźby portretowe, np. Ołeny Kulczyćkiej, Ołeksy Nowakiwskiego, Iwana Franki i Wasyla Stefanyka. Zaprojektował tablice pamiątkowe ku czci Łesi Ukrainki, Ołeksy Nowakiwskiego, Leopolda Lewickiego, Sołomii Kruszelnyćkiej, Antona Manastyrskiego, Jarosławy Muzyki, Iłłariona Święcickiego i Rostysława Bratunia oraz upamiętniającą zajęcie Drohobycza przez wojska Bohdana Chmielnickiego.